# کانوفیتوم
کانوفیتوم(نام علمی: Conophytum) نام یک سرده از تیره علف‌فرشیان است.